# Corynoneura dewulfi
Corynoneura dewulfi är en tvåvingeart som beskrevs av Maurice Emile Marie Goetghebuer 1935. Corynoneura dewulfi ingår i släktet Corynoneura och familjen fjädermyggor. Inga underarter finns listade i Catalogue of Life.